# Malí en los Juegos Olímpicos de Tokio 2020
Malí estuvo representado en los Juegos Olímpicos de Tokio 2020 por cuatro deportistas, tres hombres y una mujer, que compitieron en tres deportes.
El portador de la bandera en la ceremonia de apertura fue el practicante de taekwondo Seydou Fofana. El equipo olímpico maliense no obtuvo ninguna medalla en estos Juegos.